# Neil Harbisson
Neil Harbisson (Mataró, 27 luglio 1984) è un artista e filosofo britannico con cittadinanza spagnola.
È la prima persona al mondo riconosciuta come cyborg da un governo e la prima persona con un'antenna impiantata sulla testa. Nato a Mataró, cittadina a circa 30 km da Barcellona, da madre spagnola e padre originario dell’Irlanda del Nord, è noto per la sua abilità estesa di ascoltare i colori e percepire i colori al di là delle possibilità della visione umana. Dal 2004, i media internazionali lo hanno descritto come il primo cyborg al mondo e come il primo artista cyborg al mondo. Nel 2010, ha fondato la Cyborg Foundation, un'organizzazione internazionale per aiutare gli umani a "diventare" cyborg.

## Biografia
Nato e cresciuto a Mataró, fin dalla nascita soffre di acromatopsia. A Mataró ha studiato musica, danza e teatro in varie scuole. Ha iniziato a comporre musica per pianoforte ad 11 anni. A 16 anni iniziò lo studio delle Belle Arti all'Institut Alexandre Satorras
Nel maggio 2001, attirò l'attenzione della stampa spagnola per essersi arrampicato su un albero per evitare l'abbattimento di tre piante nel centro di Mataró. Su quell'albero Harbisson visse per parecchi giorni, e venne appoggiato da oltre 3.000 persone che firmarono una petizione a difesa degli alberi. Dopo giorni di proteste, l'amministrazione comunale annunciò che gli alberi non sarebbero stati tagliati.
Harbisson si trasferì in Irlanda nel settembre 2001 per completare il suo piano di studi alla "Walton's New School of Music" di Dublino. Nel 2002 partì per l'Inghilterra per studiare composizione musicale al Dartington College of Arts.

### L'antenna cyborg
Nell'ottobre 2003 durante il secondo anno di studi al Dartington College of Arts, Harbisson assistette ad una conferenza sulla cibernetica tenuta da Adam Montandon, studente alla Plymouth University. L'argomento suscitò il profondo interesse di Harbisson. Da quel momento iniziarono a lavorare insieme al progetto.
L'antenna funziona con un sensore montato sulla testa, che coglie i colori e li converte in onde sonore in tempo reale.
Neil Harbisson memorizza le frequenze relative ad ogni colore: i colori ad alta frequenza hanno suoni acuti, quelli di bassa frequenza sono anche più bassi. A Vienna presentarono insieme il progetto, tra 400 partecipanti di 29 nazioni, vincendo l'Europrix Award in Content Tools and Interface Design (2004), e l'Innovation Award (Submerge, Bristol 2004).
Nel 2007, in autostop per l'Europa, Harbisson incontrò a Lubiana Peter Kese, un programmatore software di Kranj, Slovenia. Kese si offrì di sviluppare l'eyeborg in modo da permettere ad Harbisson di percepire anche la saturazione di colore e non soltanto i toni di colore. In poche settimane realizzò un nuovo modello di eyeborg con cui Harbisson poté percepire fino a 360 sfumature di colore attraverso i microtoni e di saturazione attraverso differenti livelli di volume.
Nel 2009, Matias Lizana, studente dell'Università politecnica della Catalogna sviluppò l'antenna in un chip come parte della sua tesi finale. Il chip permette all'utente di farsi impiantare lo strumento e di ascoltare colori che superano i limiti della percezione umana, come l'infrarosso e l'ultravioletto.
Nel maggio 2011 l'antenna viene rotta durante un'azione di polizia in cui gli agenti credono che Harbisson li stia filmando durante una dimostrazione in Plaça de Catalunya a Barcellona.

### Lo status di Cyborg
Nel 2004, Harbisson aveva difficoltà a rinnovare il suo passaporto britannico perché la foto veniva rifiutata, a causa della comparsa di uno strumento elettronico sulla sua testa. Harbisson insistette scrivendo che l'antenna doveva essere considerata parte del suo corpo perché era diventato un cyborg. A sostegno di questa richiesta, l'ufficio passaporti ricevette lettere del suo medico, di amici e del suo college. Dopo settimane di corrispondenza, l'apparecchiatura fu ammessa. Harbisson sostiene di essere diventato un cyborg quando l'unione tra il suo organismo e la cibernetica ha creato un nuovo tessuto neuronale nel suo cervello, che gli permette di percepire i colori attraverso un nuovo senso: "Non è l'unione tra l'antenna e la mia testa a convertirmi in un cyborg ma l'unione tra il software e il mio cervello".

### La Cyborg Foundation
Nel 2010, Neil Harbisson e Moon Ribas crearono la Cyborg Foundation, un'organizzazione internazionale per aiutare gli umani a diventare cyborgs. La fondazione fu creata in risposta al numero crescente di lettere e messaggi email ricevuti da gente di tutto il mondo interessata a diventare un cyborg. I principali scopi della fondazione sono: l'estensione dei sensi e delle abilità umane con la creazione e l'applicazione di estensioni cibernetiche per il corpo; la promozione dell'uso della cibernetica negli eventi culturali; la difesa dei diritti dei cyborg. Nel 2010, la fondazione, con sede a Mataró, vinse il primo premio ai Cre@tic Awards, organizzati dalla Tecnocampus Mataró.

### Coscienza pubblica

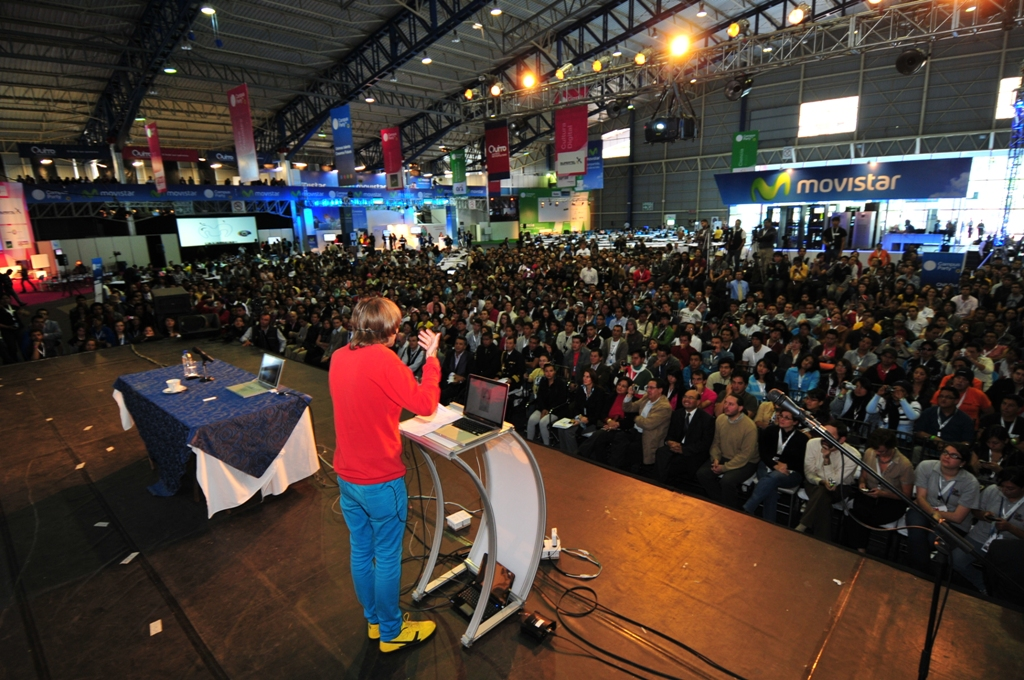
Neil Harbisson in una conferenza su colori e cyborg a Campus Party, Ecuador (2011)

Harbisson ha contribuito in modo significativo alla coscienza pubblica di colore e cyborg tenendo regolarmente conferenze in scuole, università, congressi LAN Parties anche in presenza di migliaia di persone. Ha partecipato a festival scientifici ed artistici come il British Science Festival, Festival ALT celebrated at MARCO, Museum of Contemporary Art of Vigo ed il NeoTokyo Festival celebrato a Es Baluard, Museum of Modern and Contemporary Art of Palma (Maiorca).
Il 21 luglio 2011, divenne una Trending topic su Twitter dopo aver tenuto la sua conferenza ad un pubblico stimato in 7,000 persone a Campus Party in Messico.
Ha partecipato a numerose trasmissioni televisive e documentari su transumanesimo, cyborg e colori come Daily Planet, Explorations, Repor, Redes; a documentari biografici come Sentir Colors, Cyborgs and Stem Cells Archiviato il 15 luglio 2011 in Internet Archive., La importància dels colors ed è stato ospite di moltissimi show come Richard & Judy, Buenafuente, Els Matins e Fantástico.
Harbisson ha anche preso parte a programmi radiofonici come New York Studio 360, BBC World Service Outlook, La Ventana, Radio Netherlands Worldwide, ed è apparso in numerose riviste come Wired,The Red Bulletin, Modern Painters, ¡Hola!, e Muy Interesante tra gli altri.

## I non vedenti
Harbisson ha donato antenne a comunità di non vedenti ed ipovedenti, ed ha insegnato il colore ai bambini per aiutarli a sviluppare il senso del colore. Crede che gli eyeborg ed ogni altra estensione cibernetica debbano essere trattati come parti del corpo e non come strumenti, e che quindi non debbano mai essere venduti ma donati.
Nel 2011, dopo la visita di Harbisson in Ecuador, l'allora vicepresidente Lenín Moreno annunciò che il suo governo avrebbe sostenuto la promozione, la ricerca e la creazione di antenne in Ecuador.

## Sonocromatismo
Harbisson usa i termini sonocromatismo o sonocromatopsia (Latino: sono-, suono + Greco: chromat-, colore + Greco: -opsia, condizione visiva) per definire la sua nuova condizione. Inoltre spiega che la sinestesia non definisce la sua condizione in modo accurato perché la relazione tra colore e onde sonore varia da persona a persona, mentre la sonocromatopsia è un senso ulteriore che mette in relazione oggettiva il colore e il suono, oggettivamente ed allo stesso modo per ognuno.

### Le Scale Sonocromatiche di Harbisson
La Sonochromatic Music Scale di Harbisson (2003) è una scala microtonale e logaritmica con 360 note per ottava. Ogni nota corrisponde ad un grado specifico della ruota dei colori. La scala venne introdotta con il primo eyeborg nel 2004.
La Pure Sonochromatic Scale (2005) è una scala non-logaritmica basata sulla transposizione delle frequenze luminose in frequenze sonore. La scala non considera il colore come parte di una ruota di colori e ignora la percezione musical/logaritmica, così da superare i limiti della percezione umana.

## Opere

### Arte
L'arte visiva di Harbisson si concentra sulla relazione tra colore e suono, e sulla relazione tra esseri umani e colore. I principali lavori di Harbisson sono stati esposti alla Bankside Gallery (Londra), al Museumsquartier (Vienna), alla Royal College of Art Gallery (Londra), a Can Manyé (Alella), alla Galeria Tramart (Barcelona); a Venezia espone permanentemente a Giudecca 795 Art Gallery che lo ha presentato con la sua prima mostra personale in Italia in occasione della 54ª Biennale di Venezia., e con la performance "Sound Portraits" durante la Art Night Venezia del 16 giugno 2011 - tenutasi nella galleria e all'Istituto Veneto di Scienze, Lettere ed Arti.
Nel 2007 Harbisson inizia un viaggio per trovare i colori principali delle capitali d'Europa, e visita oltre 50 paesi oltre a viaggiare per la Gran Bretagna. Scansiona ogni capitale finché non rappresenta ogni città con due colori principali. A Monaco, "vede" azzurro e rosa salmone; a Bratislava giallo e turchese; ad Andorra verde scuro e fucsia.
L'eyeborg non solo gli consente di percepire e dipingere in colore ma significa anche che i suoni quotidiani, come i campanelli e la musica, sono associabili ai colori. Color Scores è una serie di dipinti in cui Harbisson trasforma in colore le prime 100 note di notissimi brani musicali.
I Sound Portraits sono ritratti di persone creati da Harbisson ascoltando i colori dei loro visi. Ogni volto crea un differente accordo di microtoni a seconda dei suoi colori. Per creare un ritratto sonoro, Harbisson necessita di porsi di fronte alla persona e puntare il suo eyeborg su differenti zone del viso, quindi scrive le differenti note su una speciale carta a 360 linee. Dal 2005 ha realizzato i ritratti sonori del Principe Carlo d'Inghilterra, Antoni Tàpies, Tracey Emin, Leonardo DiCaprio, Iris Apfel, Peter Brook, Al Gore, Gael García Bernal, Moby, Judi Dench, Sir Tim Berners-Lee e Woody Allen tra gli altri.

### Musica
Il pianoforte è stato lo strumento di Harbisson fin da bambino. Ci è gravitato in modo naturale, dal momento che odiava persino il concetto dell'esistenza del colore. ‘Era uno strumento bianco e nero, perfetto per me.’
Inevitabile che le sue prime composizioni come cyborg fossero un matrimonio tra pittura e musica. Nel Piano Concerto No. 1, Harbisson dipinge letteralmente un grande piano Steinway & Sons usando frequenze di colore per produrre le note. Con la sua composizione successiva, il Pianoborg Concerto, il piano veniva 'preparato', collegando un computer alla sua parte inferiore, e inserendo il sensore dell'eyeborg sopra i tasti. Quando un colore veniva mostrato dal sensore, il computer sceglieva la frequenza e la inviava al piano, che quindi suonava la nota corrispondente. Harbisson commentò 'Il piano sta suonando il pianista, che è quanto volevo ottenere'.
Le prime performance di Harbisson dal colore alla voce sono state realizzate in collaborazione con la cantante islandese e violinista di Amiina María Huld Markan Sigfúsdóttir (moglie di Kjartan Sveinsson tastierista di Sigur Rós), nelle loro performance María utilizzava un computer ed un microfono per cantare le frequenze del colore micorotonale che Harbisson usava mentre creava una pittura live sul palco. Le loro prime performance ebbero luogo nel 2004 all'Ariel Centre (Totnes, UK) e al Plymouth Guildhall (UK) nel 2005.
Dal 2008 Harbisson collabora con l'artista e musicista catalano Pau Riba con cui ha in comune l'interesse per i cyborg Hanno creato una performance insieme per la prima volta nel 2008 nella Sala Luz de Gas (Barcellona), seguita da altre performance a Barcellona, Girona and Mataró.
Uno dei loro più recenti progetti è Avigram (Avi- Latino: uccello, -gram Greco: scritto, disegnato o tracciato) una struttura di 12 fili, un filo per ogni semitono in un'ottava, installato sul tetto di una fattoria. L'installazione è stata registrata 24 ore al giorno, creando una melodia che dipendeva dalla corda sulla quale gli uccelli decidevano di posarsi

### Deviced theatre - Teatro assistito da strumentazione
Harbisson ha collaborato intensamente con la coreografa spagnola Moon Ribas in una serie di performance di deviced theatre e danza. Lavori come Opus No.1, in première al London BAC Theatre nel 2007, e The Sound of the Orange Tree, première all'Antic Teatre di Barcellona nel 2011, combinano la cibernetica, il colore e il movimento sul palco, ed esplorano la relazione tra colore ed essere umano.
In 2010, The Sound of the Orange Tree di Moon Ribas e Neil Harbisson ha vinto lo Stage Creation Award, conferito annualmente da IMAC Mataró